# Валеріо Дзурліні
Валеріо Дзурліні (італ. Valerio Zurlini; 19 березня 1926, Болонья — 27 жовтня 1982, Верона) — італійський кінорежисер і сценарист.

## Біографія
Під час навчання на юридичному факультеті Римського університету ставив студентські спектаклі. У 1943 році приєднався до італійського Опору, вступив в Комуністичну партію. Після війни почав знімати документальні короткометражні фільми, а в 1954 році поставив свій перший ігровий фільм «Дівчата з Сан-Фредіано» за романом Васко Пратоліні. До його творчості Дзурліні звернувся ще раз, знявши фільм «Сімейна хроніка», за який у 1962 році отримав Золотого лева на Венеційському кінофестивалі (разом з «Івановим дитинством» Тарковського).
Останній фільм Дзурліні, «Пустеля Тартарі», удостоївся двох премій «Давид ді Донателло» (найкращий фільм і кращий режисер) і Срібної стрічки за найкращу режисуру. Викладав в Експериментальному центрі кінематографії. Наклав на себе руки.
У 1977 році був членом журі 10-го Московського міжнародного кінофестивалю. Того ж року з цим фільмом Цурліні здобув «Давида ді Донателло» за найкращу режисуру та «Срібну стрічку» за найкращу режисуру. Візуальний стиль екранізацій Дзурліні формувався під впливом картин Джорджо де Кіріко, Джорджо Моранді та Оттоне Розаї. В останні роки життя Цурліні викладав у Центрі експериментальної кінематографії в Римі. Помер у Вероні 26 жовтня 1982 року.